# Propaganda v fašistični Italiji
Propaganda, ki jo je uporabljala Nacionalna fašistična stranka (PNF) v letih pred in med vodstvom Benita Mussolinija v Italiji (1922–1943), je bila ključni instrument za pridobivanje in ohranjanje oblasti ter za izvajanje fašističnih politik.